# In London
Neuronium & Vangelis in London is een maxisingle dan wel een minialbum van Michel Huygen in de hoedanigheid van Neuronium en Vangelis. De titel schiep grote verwachtingen destijds, want een combinatie van deze (naar algemene maatstaven) voortrekkers van en belangrijke musici binnen de elektronische muziek zou wel iets moois kunnen opleveren. Het uiteindelijke resultaat is een track "In London". De opnamen vonden plaats in 1981 in de privéstudio Nemo, in Londen, van Vangelis, die hij spoedig daarna zou verlaten. In 1992 bracht Neuronium het nummer in een eigen mix uit op een zeer onbekend platenlabel Chacra Alternative Music (Canada), dat gespecialiseerd is in new agemuziek. Of Vangelis op de hoogte was dat deze muziek werd uitgebracht is onbekend. Het plaatje verkocht wel goed, want men had in 2002 een derde persing nodig, die werd aangekondigd als The Platinum Edition. De track "In London" werd opgevolgd door A Separate Affair. Tijdens de opname waarbij ook Carlos Guirao (ex-Neuronium) aanwezig was werden opnamen gemaakt voor het Spaanse televisieprogramma Musical Express. Huygen, van oorsprong Belg woonde toen (al) in Barcelona.

## Musici
- Vangelis, Neuronium – toetsinstrumenten
- waarschijnlijk Carlos Guirao – elektrische gitaar

## Muziek
| Nr. | Titel     | Duur |
| --- | --------- | ---- |
| 1.  | In London | 8:56 |